# ملتقط

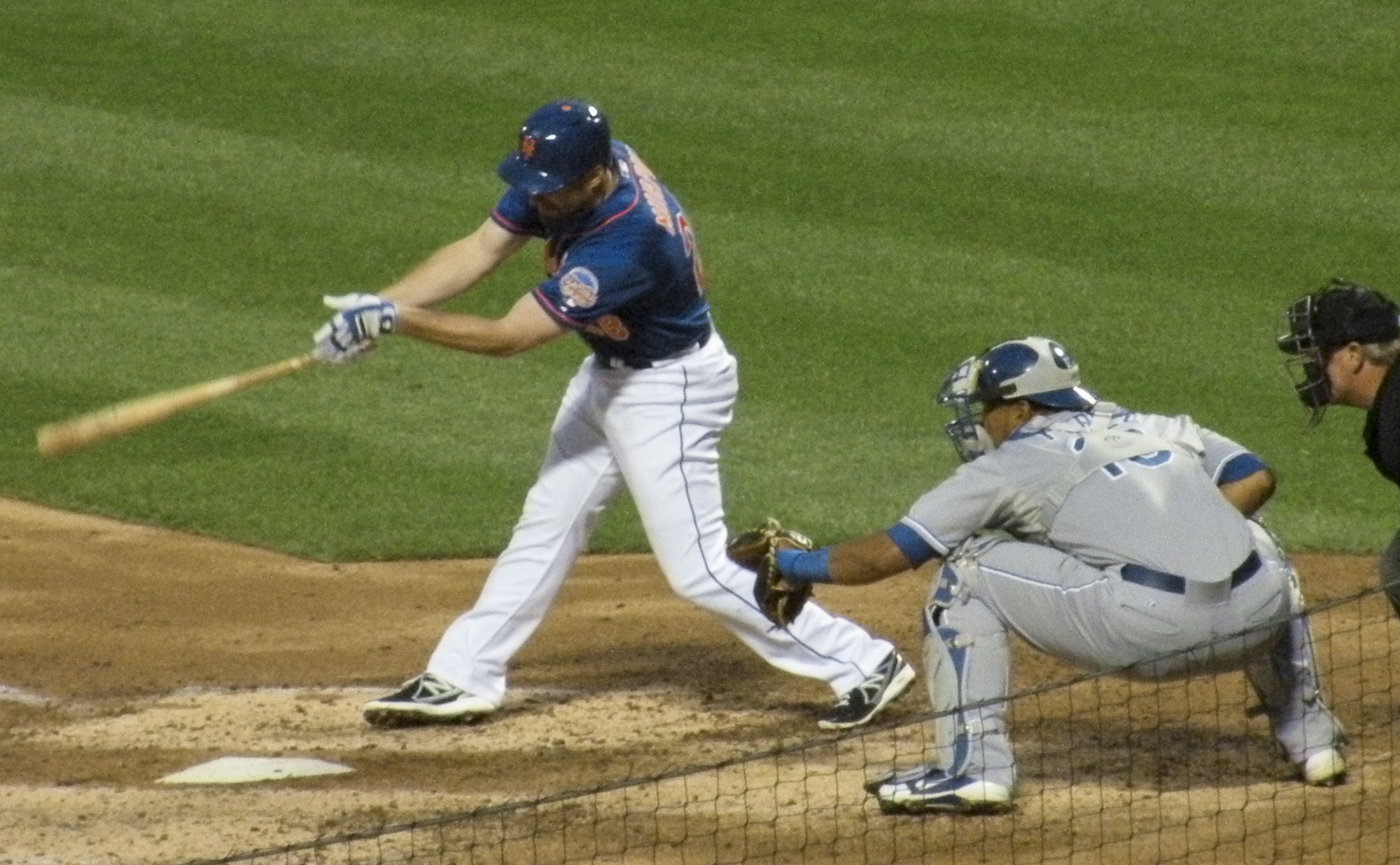
ملتقط نادي كانساس سيتي رويالز والفائز خمس مرات بجائزة القفاز الذهبي سلفادور بيريز يقف خلف القاعدة الرئيسة خلال مباراة عام 2013 ضد نادي نيويورك ميتس.

الملتقط هو مركز لعب [الإنجليزية] في لعبة كرة القاعدة والكرة اللينة. عندما يأخذ الضارب دوره في الضرب، يجثم الملتقط خلف القاعدة الرئيسة، أمام الحكم الرئيس [الإنجليزية] أمام القاعدة، ويستقبل الكرة من رامي. بالإضافة إلى هذا الواجب الأساسي، يُطلب من الماسك أيضًا إتقان العديد من المهارات الأخرى من أجل شغل المركز بشكلٍ جيدٍ. دور الملتقط مُشابه لدور حارس الويكيت في لعبة الكريكيت.
يتمركز اللاعب خلف القاعدة الرئيسة ويواجه الملعب، ويمكنه رؤية الملعب بأكمله، وبالتالي فهو في أفضل وضع لتوجيه وقيادة اللاعبين الآخرين في اللعب الدفاعي. عادةً ما يُنادي الملتقط الرميات باستخدام إشارات اليد. تعتمد النداءات على آليات الرامي ونقاط قوته، بالإضافة إلى ميول الضارب ونقاط ضعفه. بشكل أساسي، يتحكم الملتقط فيما يحدث أثناء المباراة عندما لا تكون الكرة "في اللعب". النصائح الخاطئة، والكرات المرتدة في التراب، والاتصال بالعَدَّائين أثناء اللعب على القاعدة كلها أحداث يجب على الملتقط التعامل معها، مما يستلزم استخدام معدات الحماية. يتضمن ذلك قناعًا وواقياتٍ للصدر والحنجرة وواقياتٍ للساق وقفازًا مبطنًا للغاية. على الرغم من ندرتها، قد تمتد بعض واقيات الصدر إلى الأسفل لتوفير بعض الحماية للأعضاء التناسلية؛ ارتداء واقي الحوض أو الكوب، حسب الحالة، هو المفضل والأكثر شيوعًا.
نظرًا لأن المركز يتطلب فهمًا شاملاً لاستراتيجيات اللعبة، فإن مجموعة الملتقطين السابقين تنتج عددًا غير متناسب من المديرين في كل من دوري البيسبول الرئيسي ودوري كرة القاعدة الصغير، ومن المديرين البارزين: يوغي بيرا، وكوني ماك، وستيف أونيل، وآل. لوبيز، ومايك سكيوسيا، وجو جيراردي، وستيفن فوجت، وجو توري. يمكن أن تؤدي المتطلبات الجسدية والعقلية للمشاركة في كل لعبة دفاعية إلى إرهاق اللاعبين على مدار موسمٍ طويلٍ، ويمكن أن يكون لها تأثيرًا سلبيًّا على إنتاجهم الهجومي. ونتيجة لذلك، فإن الملتقط هو المركز الوحيد (بخلاف الرامي) الذي لا يضم نادي الـ 3000 ضربة أحدًا في هذا المركز (بدون احتساب كريج بيجيو، الذي لعب أربعة مواسم فقط كملتقط وكان ثاني لاعب أساسي عندما وصل إلى ذلك الرقم)؛ الزعيم الحالي لهذا المركز هو إيفان رودريغيز، مع 2844 إلتقاطة.
نظرًا للأهمية الدفاعية الإستراتيجية للإمساك بالكرة، إذا كان اللاعب يتمتع بمهارات دفاعية استثنائية، فغالبًا ما تكون الفرق على استعداد للتغاضي عن نقاط ضعفها الهجومية النسبية. إن قدرة الملتقط المطلع على العمل مع الرامي، من خلال اختيار الملعب وموقعه، يمكن أن تقلل من فعالية هجوم الفريق المنافس. من الأمثلة البارزة على المتخصصين الدفاعيين في الضربات الخفيفة كان جيري غروت، وجيف ماتيس، ومارتن مالدونادو، وراي شالك، وجيم هيجان، وجيم سوندبرج وبراد أوسموس. متوسط ضربات شالك المهنية البالغ 0.253 هو الأدنى بين أيٍ لاعب في قاعة مشاهير كرة القاعدة. كان اختياره للتكريم في عام 1955 يعود بشكلٍ كبيرٍ لمهاراته الدفاعية المتميزة.

## روابط خارجية
- موقع إلكتروني عن تاريخ وتطور معدات الملتقطين
- أبحاث قناع الملتقط